# Saint-Désir
Saint-Désir är en kommun i departementet Calvados i regionen Normandie i norra Frankrike. Kommunen ligger i kantonen Lisieux 3e Canton som ligger i arrondissementet Lisieux. År 2022 hade Saint-Désir 1 772 invånare.

## Befolkningsutveckling
Antalet invånare i kommunen Saint-Désir
Referens:INSEE